# UEFA Europa League 2022-2023 (qualificazioni)
La fase di qualificazione della UEFA Europa League 2022-2023 si è disputata tra il 4 e il 25 agosto 2022. Hanno partecipato a questa prima fase della competizione 28 club: 10 di essi si sono qualificati alla successiva fase a gironi, composta da 32 squadre.

## Date
| Turno       | Sorteggio                       | Andata         | Ritorno          |
| ----------- | ------------------------------- | -------------- | ---------------- |
| Terzo turno | 18 luglio 2022 (Nyon)           | 4 agosto 2022  | 9-11 agosto 2022 |
| Spareggi    | 2 agosto 2022, ore 13:00 (Nyon) | 18 agosto 2022 | 25 agosto 2022   |

## Squadre

### Terzo turno di qualificazione
Il terzo turno di qualificazione è suddiviso in due percorsi, per un totale di 20 squadre partecipanti:
- Percorso Campioni (10 squadre): le 10 perdenti del secondo turno Campioni di qualificazione UCL.
- Percorso Piazzate (4 squadre): 2 squadre qualificate a questo turno e le 2 perdenti del secondo turno Piazzate di qualificazione UCL.

Le 8 squadre vincitrici del terzo turno di qualificazione avanzano agli spareggi.
| Legenda                                                                         | Legenda | Legenda | Legenda |
| ------------------------------------------------------------------------------- | ------- | ------- | ------- |
| I club vincitori del terzo turno avanzano al turno di spareggi                  |         |         |         |
| I club sconfitti nel terzo turno accedono agli spareggi della Conference League |         |         |         |

| Squadre           | Coeff    |
| Campioni          | Campioni |
| ----------------- | -------- |
| Olympiacos        | 41.000   |
| Malmö FF          | 23.500   |
| Maribor           | 14.000   |
| Slovan Bratislava | 13.000   |
| HJK               | 8.500    |
| F91 Dudelange     | 8.500    |
| Zurigo            | 7.000    |
| Shamrock Rovers   | 7.000    |
| Linfield          | 7.000    |
| Shkupi            | 4.500    |

| Squadre     | Coeff    |
| Piazzate    | Piazzate |
| ----------- | -------- |
| Partizan    | 24.500   |
| Fenerbahçe  | 14.500   |
| AEK Larnaca | 7.500    |
| Slovácko    | 5.560    |

### Spareggi
| Legenda                                                                             |
| ----------------------------------------------------------------------------------- |
| I club vincitori avanzano alla fase a gironi                                        |
| I club eliminati partecipano alla fase a gironi della UEFA Europa Conference League |

| Squadre        | Coeff  |
| Urna 1         | Urna 1 |
| -------------- | ------ |
| Gent           | 27.500 |
| Austria Vienna | 7.770  |
| Hearts         | 7.380  |
| Sivasspor      | 6.500  |
| Dnipro-1       | 6.360  |
| Silkeborg      | 5.435  |

| Squadre          | Coeff  |
| Urna 2           | Urna 2 |
| ---------------- | ------ |
| Ludogorec        | 23.000 |
| Sheriff Tiraspol | 22.500 |
| Ferencváros      | 15.500 |
| Apollōn Limassol | 14.000 |
| Žalgiris         | 8.000  |
| P'yownik         | 4.250  |

| Squadre         | Coeff  |
| Urna 3          | Urna 3 |
| --------------- | ------ |
| Olympiacos      | 41.000 |
| Malmö FF        | 23.500 |
| HJK             | 8.500  |
| Shamrock Rovers | 7.000  |
| Zurigo          | 7.000  |

| Squadre     | Coeff  |
| Urna 4      | Urna 4 |
| ----------- | ------ |
| Fenerbahçe  | 14.500 |
| AEK Larnaca | 7.500  |
| Omonia      | 7.000  |

## Risultati

### Terzo turno

#### Sorteggio
Il sorteggio per il terzo turno di qualificazione si svolgerà il 18 luglio 2022, ore 13:00 CEST.
Al terzo turno di qualificazione giocheranno un totale di 14 squadre. Saranno divisi in due percorsi:
- Campioni (10 squadre): 10 perdenti del secondo turno di qualificazione della UEFA Champions League 2022-2023 (Percorso campioni), la cui identità non era nota al momento del sorteggio.
- Piazzate (4 squadre): Le squadre, sono state divise in questo modo:
  - Teste di serie: 2 squadre entrano in questo turno.
  - Non teste di serie: 2 perdenti del secondo turno di qualificazione della UEFA Champions League 2022-2023 (Percorso piazzate), la cui identità non era nota al momento del sorteggio.

La prima squadra estratta è la squadra che giocherà in casa la gara di andata.
| Slovan Bratislava Shkupi Zurigo HJK Linfield Malmö FF Shamrock Rovers Maribor Olympiacos F91 Dudelange |

| Teste di serie    | Non teste di serie     |
| ----------------- | ---------------------- |
| Partizan Slovácko | AEK Larnaca Fenerbahçe |

#### Risultati
| Squadra 1       | Totale          | Squadra 2         | Andata   | Ritorno     |
| Campioni        | Campioni        | Campioni          | Campioni | Campioni    |
| --------------- | --------------- | ----------------- | -------- | ----------- |
| Malmö FF        | 5 - 2           | F91 Dudelange     | 3 - 0    | 2 - 2       |
| Shamrock Rovers | 5 - 2           | Shkupi            | 3 - 1    | 2 - 1       |
| Linfield        | 0 - 5           | Zurigo            | 0 - 2    | 0 - 3       |
| Olympiacos      | 3 - 3 (4-3 dtr) | Slovan Bratislava | 1 - 1    | 2 - 2 (dts) |
| Maribor         | 0 - 3           | HJK               | 0 - 2    | 0 - 1       |
| Piazzate        |                 |                   |          |             |
| AEK Larnaca     | 4 - 3           | Partizan          | 2 - 1    | 2 - 2       |
| Fenerbahçe      | 4 - 1           | Slovácko          | 3 - 0    | 1 - 1       |

##### Andata

###### Campioni
| Arbitro: | Enea Jorgji |

|                                               |           |  |
| Kiese Thelin 54’ Toivonen 81’ Birmančević 85’ | Marcatori |  |

| Arbitro: | Georgi Kabakov |

|  |           |                          |
|  | Marcatori | 47’ Browne 64’ Radulović |

| Arbitro: | Marco Di Bello |

|  |           |                       |
|  | Marcatori | 8’ Aiyegun 64’ Gnonto |

| Arbitro: | Lawrence Visser |

|              |           |           |
| El-Arabi 86’ | Marcatori | 63’ Green |

| Arbitro: | Bartosz Frankowski |

|                                          |           |            |
| Burke 13’ (rig.) Watts 29’ O'Neill 90+7’ | Marcatori | 77’ Queven |

###### Piazzate
| Arbitro: | Andris Treimanis |

|                          |           |           |
| García 34’ Miličević 70’ | Marcatori | 18’ Menig |

| Arbitro: | João Pinheiro |

|                                 |           |  |
| Emre Mor 17’ Lincoln 45+2’, 81’ | Marcatori |  |

##### Ritorno

###### Campioni
| Arbitro: | Aljaksej Kul'bakoŭ |

|                |           |                        |
| Adetunji 90+4’ | Marcatori | 65’ Gaffney 85’ Emakhu |

| Arbitro: | Tobias Stieler |

|              |           |  |
| Hostikka 54’ | Marcatori |  |

| Arbitro: | Harm Osmers |

|                              |           |  |
| Avdijaj 11’, 26’ Santini 84’ | Marcatori |  |

| Arbitro: | Ricardo de Burgos Bengoetxea |

|                      |           |                             |
| Hadji 56’ Sinani 61’ | Marcatori | 50’ Buya Turay 52’ Toivonen |

| Arbitro: | Glenn Nyberg |

|                                          |                      |                                           |
| Šaponjić 90+4’ Green 108’                | Marcatori            | 54’ Zinckernagel 101’ Camara              |
| Ramírez Šaponjić Kucka Green Chakvetadze | Tiri di rigore 3 – 4 | Kunde Mpouchalakīs Masouras Pipa Valbuena |

###### Piazzate
| Arbitro: | Nikola Dabanović |

|             |           |            |
| Šašinka 58’ | Marcatori | 56’ Dursun |

| Arbitro: | José María Sánchez Martínez |

|                  |           |                       |
| Ricardo 24’, 54’ | Marcatori | 51’ Gyurcsó 57’ Faraj |

### Spareggi

#### Sorteggio
Il sorteggio sarà effettuato il 2 agosto 2022, 13:00 CEST.
Un totale di 20 squadre giocheranno nel girone di spareggio. Le squadre saranno suddivise in quattro "gruppi prioritari":
- Priorità 1: 7 squadre accedono a questo turno.
- Priorità 2: 6 perdenti del terzo turno preliminare di UEFA Champions League 2022-2023 (Percorso Campioni), la cui identità non sarà nota al momento del sorteggio.
- Priorità 3: 5 vincitori del terzo turno di qualificazione (Percorso Campioni), la cui identità non sarà nota al momento del sorteggio.
- Priorità 4: 2 vincitori del terzo turno di qualificazione (Percorso Piazzate), la cui identità non sarà nota al momento del sorteggio.

La procedura del sorteggio sarà la seguente:
Le due squadre di priorità 4 verranno sorteggiate contro le squadre di priorità 1 per produrre due accoppiamenti.

Le restanti cinque squadre di priorità 1 verranno sorteggiate contro le cinque squadre di priorità 3 per produrre cinque accoppiamenti.

Le sei squadre di priorità 2 verranno sorteggiate l'una contro l'altra per produrre tre  accoppiamenti.

Le squadre della stessa federazione non possono essere sorteggiate l'una contro l'altra, la squadra sorteggiata per prima gioca l'andata in casa.
| Priorità 1     | Coeff  | Priorità 2       | Coeff  | Priorità 3      | Coeff  | Priorità 4  | Coeff  |
| -------------- | ------ | ---------------- | ------ | --------------- | ------ | ----------- | ------ |
| Gent           | 27.500 | Apollōn Limassol | 14.000 | Malmö FF        | 23.500 | Omonia      | 7.000  |
| Austria Vienna | 7.770  | Ferencváros      | 15.500 | Shamrock Rovers | 7.000  | AEK Larnaca | 7.500  |
| Hearts         | 7.340  | Ludogorec        | 23.000 | Zurigo          | 7.000  | Fenerbahçe  | 14.500 |
| Sivasspor      | 6.500  | Sheriff Tiraspol | 22.500 | Olympiacos      | 41.000 |             |        |
| Dnipro-1       | 6.360  | Žalgiris         | 8.000  | HJK             | 8.500  |             |        |
| Silkeborg      | 5.435  | P'yownik         | 4.250  |                 |        |             |        |

#### Risultati
| Squadra 1        | Totale          | Squadra 2        | Andata | Ritorno     |
| ---------------- | --------------- | ---------------- | ------ | ----------- |
| Dnipro-1         | 1 - 5           | AEK Larnaca      | 1 - 2  | 0 - 3       |
| Gent             | 0 - 4           | Omonia           | 0 - 2  | 0 - 2       |
| Austria Vienna   | 1 - 6           | Fenerbahçe       | 0 - 2  | 1 - 4       |
| Zurigo           | 3 - 1           | Hearts           | 2 - 1  | 1 - 0       |
| HJK              | 2 - 1           | Silkeborg        | 1 - 0  | 1 - 1       |
| Malmö FF         | 5 - 1           | Sivasspor        | 3 - 1  | 2 - 0       |
| Ferencváros      | 4 - 1           | Shamrock Rovers  | 4 - 0  | 0 - 1       |
| Apollōn Limassol | 2 - 2 (1-3 dtr) | Olympiacos       | 1 - 1  | 1 - 1 (dts) |
| P'yownik         | 0 - 0 (2-3 dtr) | Sheriff Tiraspol | 0 - 0  | 0 - 0 (dts) |
| Ludogorec        | 4 - 3           | Žalgiris         | 1 - 0  | 3 - 3 (dts) |

##### Andata
| Arbitro: | João Pinheiro |

|            |           |  |
| Browne 79’ | Marcatori |  |

| Arbitro: | Glenn Nyberg |

|                                        |           |  |
| Auzqui 13’ Traoré 35’, 48’ Ćivić 90+3’ | Marcatori |  |

| Arbitro: | Bartosz Frankowski |

|                           |           |                      |
| Guerrero 32’ Džemaili 34’ | Marcatori | 22’ (rig.) Shankland |

| Arbitro: | William Collum |

|                                           |           |           |
| Zeidan 18’ Christiansen 37’ Moisander 68’ | Marcatori | 30’ James |

| Arbitro: | José María Sánchez Martínez |

|           |           |           |
| Janga 18’ | Marcatori | 29’ Hwang |

| Erevan 18 agosto 2022, ore 19:00 CEST ritorno → | P'yownik                      | 0 – 0 referto | Sheriff Tiraspol | Stadio repubblicano Vazgen Sargsyan (9 000 spett.)\| Arbitro: \| Alejandro Hernández Hernández \| |
| Arbitro:                                        | Alejandro Hernández Hernández |               |                  |                                                                                                   |

| Arbitro: | Ivan Kružliak |

|                       |           |  |
| Tatomirović 2’ (aut.) | Marcatori |  |

| Arbitro: | Tobias Stieler |

|            |           |                          |
| Svatok 90’ | Marcatori | 16’ Altman 29’ Miličević |

| Arbitro: | Irfan Peljto |

|  |           |                             |
|  | Marcatori | 19’ Charalampous 76’ Barker |

| Arbitro: | Daniel Siebert |

|  |           |                    |
|  | Marcatori | 8’ King 89’ Dursun |

##### Ritorno
| Arbitro: | Davide Massa |

|                                    |           |  |
| Gyurcsó 21’ Lopes 45’ Englezou 78’ | Marcatori |  |

| Arbitro: | Harm Osmers |

|                                 |           |                                               |
| Ourega 1’ Buff 16’ Oliveira 63’ | Marcatori | 8’ Igor Thiago 57’ Tissera 120’ (rig.) Verdon |

| Arbitro: | Maurizio Mariani |

|           |           |               |
| Felix 74’ | Marcatori | 40’ Abubakari |

| Arbitro: | Andreas Ekberg |

|                                      |                      |                                                            |
| Tejan Ambri Diop Kpozo Kiki Radeljić | Tiri di rigore 3 – 2 | Harutyunyan Dašyan Zambrano Gareginyan Vakulenko Kovalenko |

| Arbitro: | Srđan Jovanović |

|  |           |                                  |
|  | Marcatori | 76’ Birmančević 90’ Kiese Thelin |

| Arbitro: | Jesús Gil Manzano |

|                                        |           |               |
| Yüksek 12’ Kahveci 44’, 70’ Yandaş 79’ | Marcatori | 45+1’ Martins |

| Arbitro: | Georgi Kabakov |

|                                |           |  |
| Kakoullīs 18’ Charalampous 36’ | Marcatori |  |

| Arbitro: | Sandro Schärer |

|                                     |                      |                            |
| Masouras 2’                         | Marcatori            | 90’ Pittas                 |
| M'Vila De la Fuente Pipa Ranđelović | Tiri di rigore 3 – 1 | Kyriakou Pittas Ongenda Ba |

| Arbitro: | François Letexier |

|           |           |  |
| Lyons 89’ | Marcatori |  |

| Arbitro: | Lawrence Visser |

|  |           |            |
|  | Marcatori | 80’ Rohner |